# 蘇達岩頭長頜魚
蘇達岩頭長頜魚，為輻鰭魚綱骨舌魚目象鼻魚科岩頭長頜魚屬的其中一種，該物種分布於非洲尼日河上游、佛塔河流域，體長可達9.1公分，棲息在底層水域。

## 外部連結
- 蘇達岩頭長頜魚的圖片[永久]